# Calospila lucianus
Calospila lucianus is een vlindersoort uit de familie van de prachtvlinders (Riodinidae), onderfamilie Riodininae.
Calospila lucianus werd in 1793 beschreven door Fabricius.